# Louis Jean-Baptiste Gouvion
Pour les articles homonymes, voir Gouvion.
Ne doit pas être confondu avec Jean-Baptiste Gouvion ou Laurent de Gouvion-Saint-Cyr.
Pour les autres membres de la famille, voir Famille Gouvion-Saint-Cyr.
Louis Jean Baptiste, comte Gouvion né le 6 février 1752 à Toul, mort le 22 novembre 1823 à Paris, est un général de la Révolution et du Premier Empire et un homme politique français. Il est le cousin germain du général Jean-Baptiste Gouvion et le cousin issu d'issu de germain du maréchal Gouvion-Saint-Cyr.

## Biographie
Louis Jean-Baptiste Gouvion naît à Toul le 6 février 1752. Élève à l'École royale du génie de Mézières (promotion 1770), Gouvion suit la carrière militaire. Élu lieutenant-colonel du 3e bataillon de volontaires de la Drôme en 1791, il franchit assez rapidement plusieurs grades et devient général de brigade le 20 juin 1793 à l'époque de la Révolution française. 
Il exerce divers commandements aux armées du Nord, puis à celles d'Italie, revient en 1799 aux armées du Nord et combat en République batave sous les ordres du général Brune contre les troupes anglo-russes. Promu général de division le 19 septembre 1799, sur le champ de bataille de Bataille de Bergen où il s'est distingué, puis prend part à la bataille de Castricum.
Il est fait commandant de la 9e division militaire à Montpellier en 1800 et devient, en 1802 inspecteur général de la gendarmerie, et président l'année suivante du collège électoral de la Drôme. 
Le 12 pluviôse an XIII il est nommé au Sénat conservateur et est créé comte de l'Empire le 26 avril 1808. Après avoir fait dans l'intervalle les campagnes de Prusse et de Pologne, il organise à Metz en 1812 des cohortes destinées à l'expédition de Russie et forme l'année suivante un corps d'armée de gardes nationales pour protéger Toulon que menacent les Anglais. 
Il revient à Paris au retour des Bourbons. Il adhère alors au gouvernement royal et est nommé pair de France le 4 juin 1814. Il vote pour la déportation dans le procès du maréchal Ney. Il meurt le 22 novembre 1823 à Paris.

## Titres
- Comte Gouvion et de l'Empire (lettres patentes du 26 avril 1808, Bayonne[2]) ;
- Pair de France[3] :
  - Pair « à vie » par l'ordonnance du 4 juin 1814,
  - Titre de comte-pair héréditaire le 31 août 1817, (lettres patentes du 20 décembre 1817, sans majorat).

## Distinctions
- Légion d'honneur[4] :
  - Légionnaire (19 frimaire an XII : 11 décembre 1803), puis,
  - Grand officier (25 prairial an XII : 14 juin 1804), puis,
  - Grand-croix de la Légion d'honneur (1er mai 1821) ;
- Chevalier de Saint-Louis (4 mai 1791).

## Armoiries
| Figure | Blasonnement |
|        | Armes du comte Gouvion et de l'Empire Champ de sinople chargé d'un sabre d'or surmonté d'une étoile d'or, avec une grenade enfammée d'argent en chef et à sénestre ; quartier du sénat. - Livrées : jaune, blanc, azur et verd. |
|        | Armes du comte Gouvion, pair de France De sinople, au sabre d'or en pal, surmonté d'une étoile du même, accosté à dextre d'un casque d'argent, taré de profil, la visière relevée et montrant quatre grilles d'argent, et à sénestre d'une grenade enflammée aussi d'argent. OuDe sinople, à un sabre d'or, surmonté d'une étoile du même, le tout acc. au canton senestre du chef d'une grenade allumée, au naturel. |